# Обри, Давид
Давид Обри (фр. David Aubry; род. 8 ноября 1996, Сен-Жермен-ан-Ле) — французский пловец, призёр чемпионата мира 2019 года и чемпионата Европы 2018 года.

## Карьера
В Глазго на чемпионате Европы 2018 года в составе командной четвёрки сборной Франции, на открытой воде стал бронзовым призёром первенства континента.
На национальном чемпионате в 2019 году он выиграл на дистанциях 400 метров, 800 метров и 1500 метров вольным стилем.
На чемпионате мира 2019 года в корейском Кванджу завоевал бронзовую медаль на дистанции 800 метров вольным стилем, уступив победителю итальянцу Грегорио Пальтриньери 2,81 секунды.